# Dahmouni
Dahmouni è un comune dell'Algeria, situato nella provincia di Tiaret.